# Kistapolca
Kistapolca é um município da Hungria, situado no condado de Baranya. Tem 3,57 km² de área e sua população em 2019 foi estimada em 163 habitantes.